# Pumenengo
Pumenengo ist eine norditalienische Gemeinde (comune) mit 1706 Einwohnern (Stand 31. Dezember 2023) in der Provinz Bergamo in der Lombardei. Die Gemeinde liegt am westlichen Ufer des Oglio und grenzt an die Gemeinden Roccafranca und Rudiano der Provinz Brescia.
Pumenengo liegt etwa 34 Kilometer südlich von Bergamo. Von Bedeutung ist das Castello Barbò, das im 14. Jahrhundert als Festungsanlage errichtet wurde.

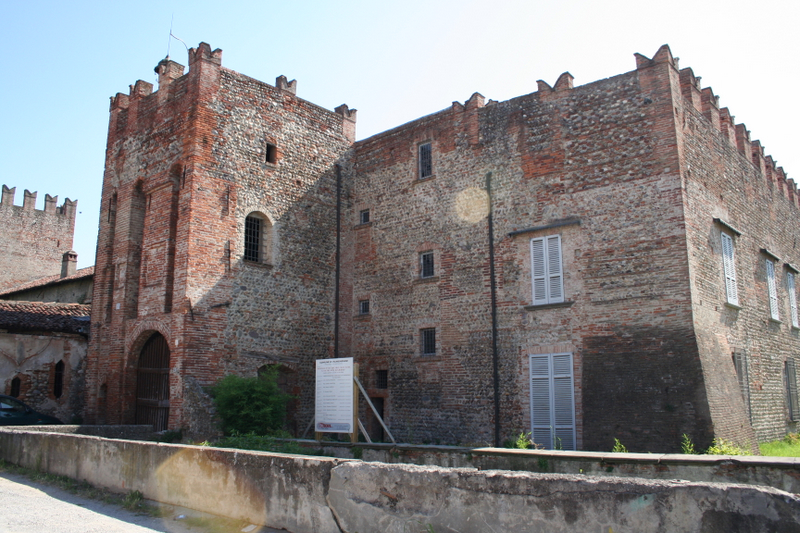
Castello Barbò in Pumenengo

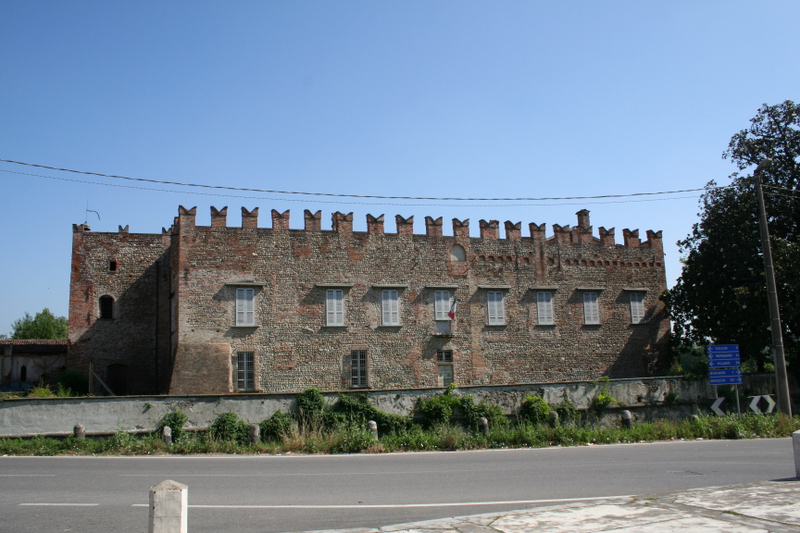
Castello Barbò